# Файт фон Тьоринг-Жетенбах
Файт фон Тьоринг-Жетенбах (на немски: Veit von Törring-Jettenbach; * 1461; † 19 юли 1503) е благородник от фамилията Тоеринг/Тьоринг, господар на Зеефелд, Жетенбах и Винхьоринг в Горна Бавария.
Той е син на Георг IV фон Тьоринг-Жетенбах († 1483) и съпругата му Барбара фон Тауфкирхен († 1492), дъщеря на Еразмус фон Тауфкирхен и на фон Лайминг. Внук е на Вилхелм III фон Тьоринг-Жетенбах († 1442) и Барбара фон Прайзинг.
Фамилията Тьоринг притежава през 15 век дворец Зеефелд на Пилзензее. Родът се разделя на клоновете „Тьоринг-Щайн“, „Тьоринг-Жетенбах“ и „Тьоринг-Зеефелд“. През 1566 г. фамилията става имперски фрайхер и през 1630 г. получава титлата граф на курфюрстското събрание в Регенсбург.

## Фамилия
Файт фон Тьоринг-Жетенбах се жени на 14 юни 1494 г. в Прайзинг в Горна Австрия за Магдалена фон Танберг († пр. 1 април 1553, Жетенбах), дъщеря на Бернхард фон Танберг цу Ауролцмюнстер. Те имат дъщеря:
- Маргарета фон Тьоринг-Жетенбах (* 1501; † 1 април 1553/6 юли 1554), омъжена на 3 януари 1517 г. в Жетенбах за Каспар III/XI фон Тьоринг (* 1484/10 февруари 1486; † 20 март 1560, Тюслинг), господар на Щайн и Пертенщайн, син на Зайфрид IV фон Тьоринг, господар на Щайн и Пертенщайн (1454 – 1521), и Геновева Нотхафт фон Вернберг († 1521); имат три сина